# Cerkiew św. Onufrego w Posadzie Rybotyckiej
Cerkiew św. Onufrego w Posadzie Rybotyckiej – murowana cerkiew obronna, znajdująca się w Posadzie Rybotyckiej, w gminie Fredropol, w powiecie przemyskim, najstarsza zachowana cerkiew na ziemiach polskich.

## Historia
Cerkiew znajduje się na zachodnim skraju wsi, na pagórku. Do 1692 była to cerkiew prawosławna, później greckokatolicka. Cerkiew składa się z trzech połączonych wież, z czterospadowymi dachami. W grubych, kamiennych murach umieszczono otwory strzelnicze. Najstarszą częścią, pochodzącą z przełomu XIV i XV wieku, jest prezbiterium z gotyckimi szczytami. Kwadratowa nawa, sklepiona kolebkowo z obronną wieżą pochodzi z XV w. 
Najmłodszą częścią, pochodzącą z początku XVI wieku, jest część zachodnia, również zbudowana w formie obronnej wieży, mieszcząca kruchtę i babiniec, a na piętrze kaplicę dla mnichów. Na ścianach tej części zachowały się wyryte w tynku ostrym narzędziem napisy w języku łacińskim i ruskim z datami 1506 i 1514. Nie są one elementem planowego wystroju, dzisiaj można by je zaklasyfikować jako akty wandalizmu. Średniowieczna, murowana ściana ikonostasu ma dwoje wrót (późniejsze miały troje). 
Cerkiew należała do klasztoru bazylianów do XVIII wieku, później była cerkwią parafialną. Do parafii należała również filialna cerkiew św. Jana Ewangelisty w Borysławce.
Według tradycji w podziemiach cerkwi pochowano ostatniego prawosławnego władykę przemyskiego, Michała Kopystyńskiego, który zmarł w 1642 w Kopyśnie. Po wysiedleniu mieszkańców w 1945 cerkiew została zdewastowana i pozbawiona wyposażenia. 
Była remontowana w latach 60. i 80. XX w. Podczas remontu w 1966 odkryto pod wieloma warstwami farby szesnastowieczną polichromię w typie bizantyjskim. Cerkiew stanowiła Filię Muzeum Narodowego Ziemi Przemyskiej, otwartą w sezonie letnim. 14 października 2010 została przekazana gminie Fredropol.

## Galeria

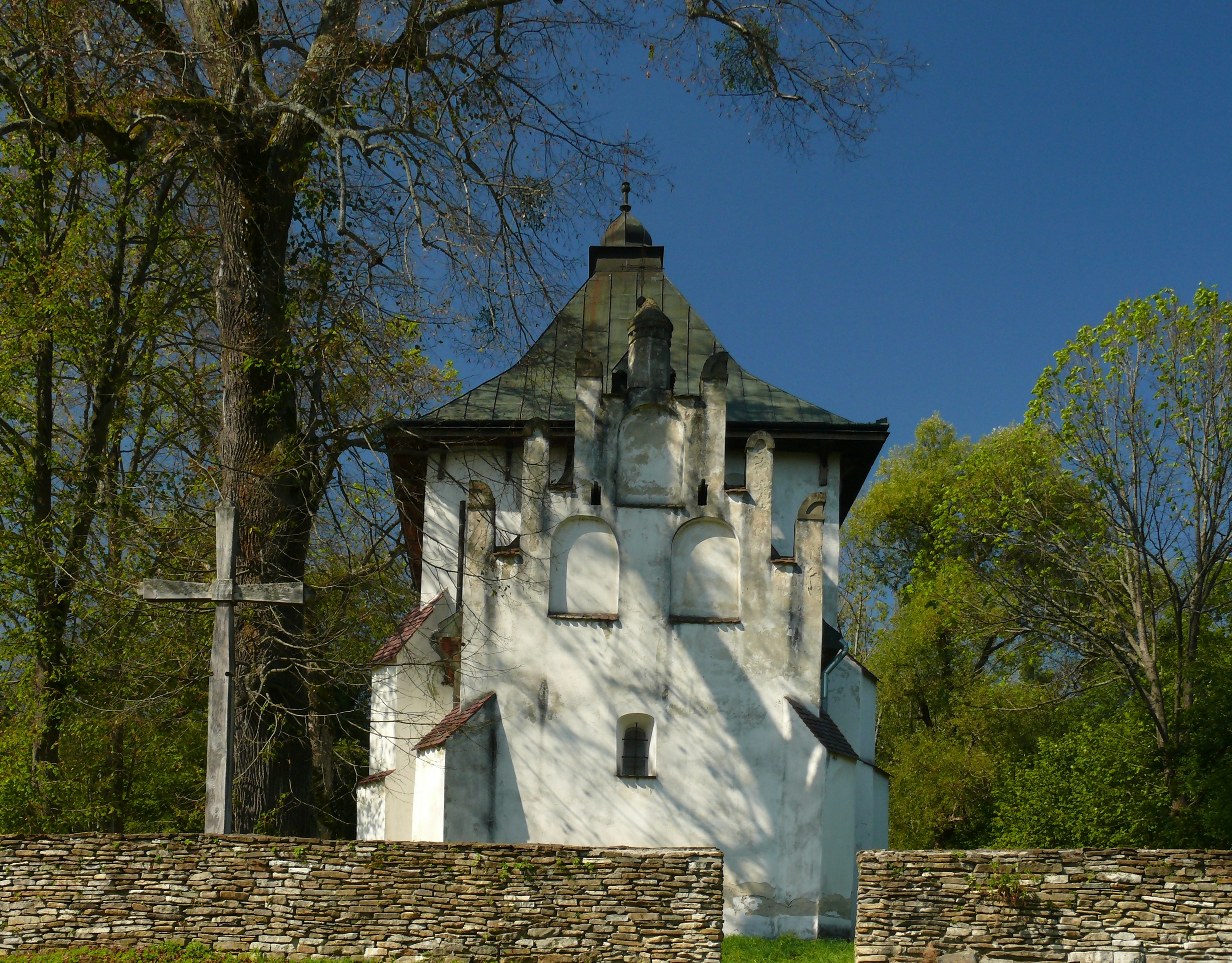
Elewacja frontowa
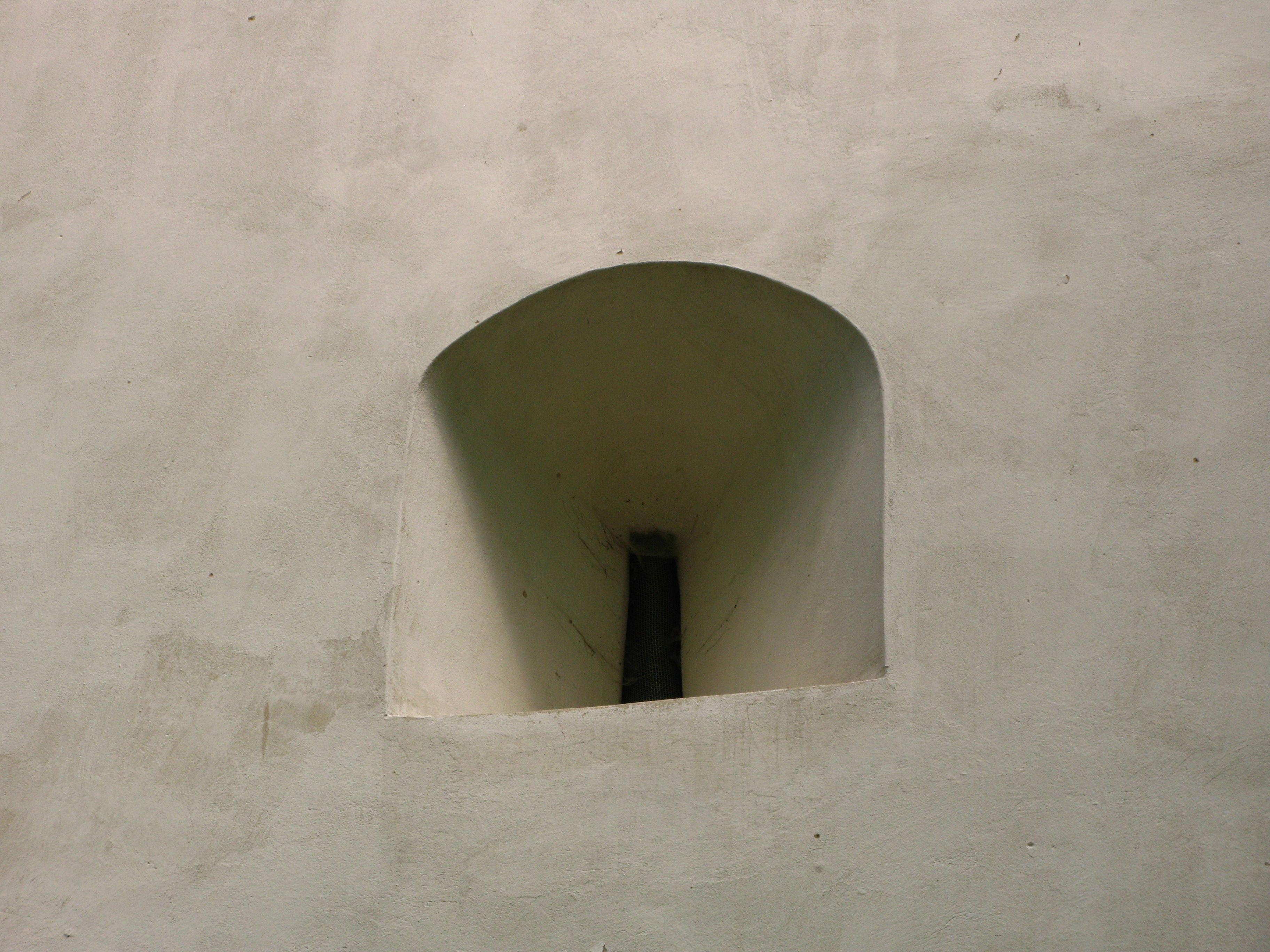
Element budowli
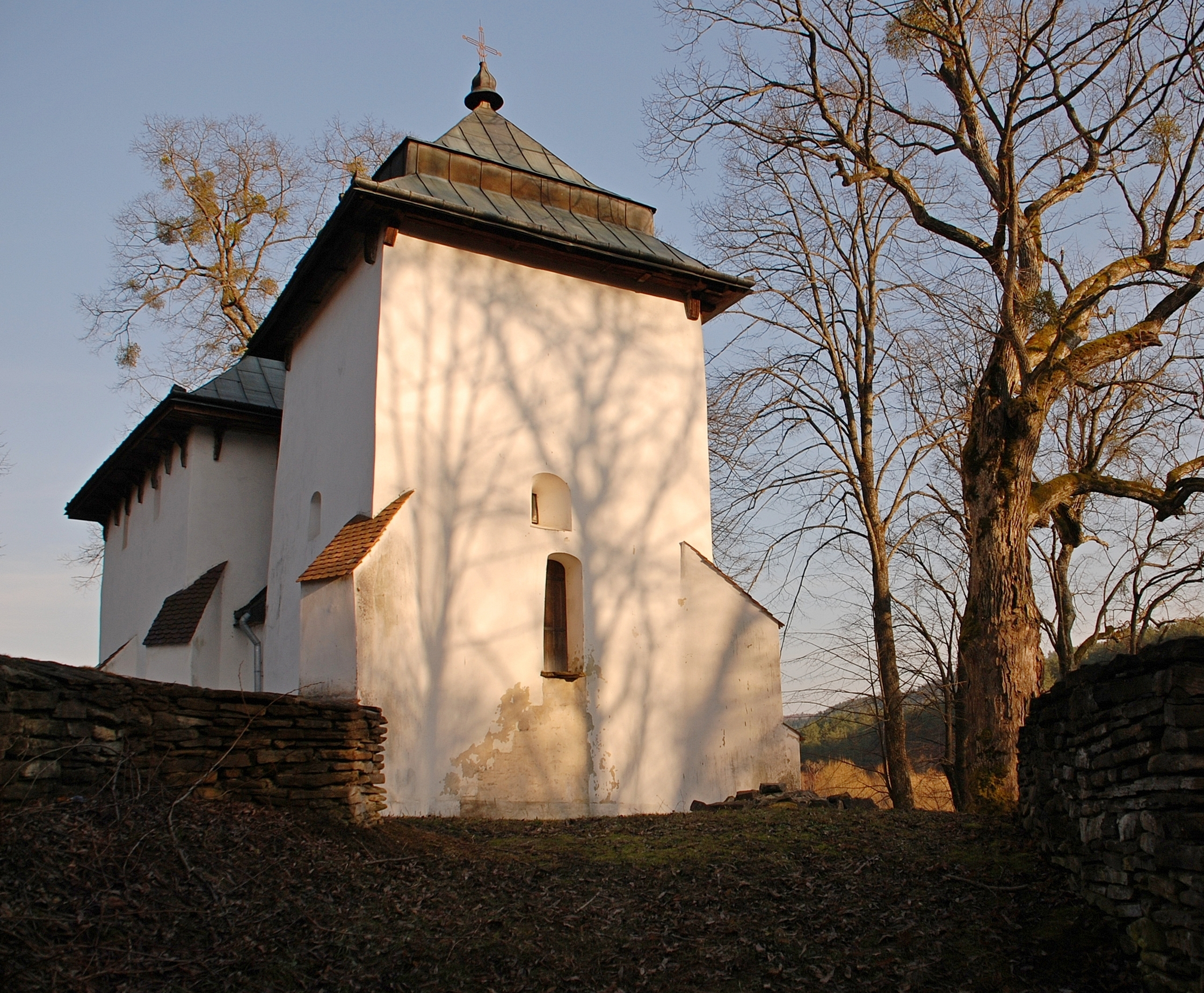
Widok od prezbiterium
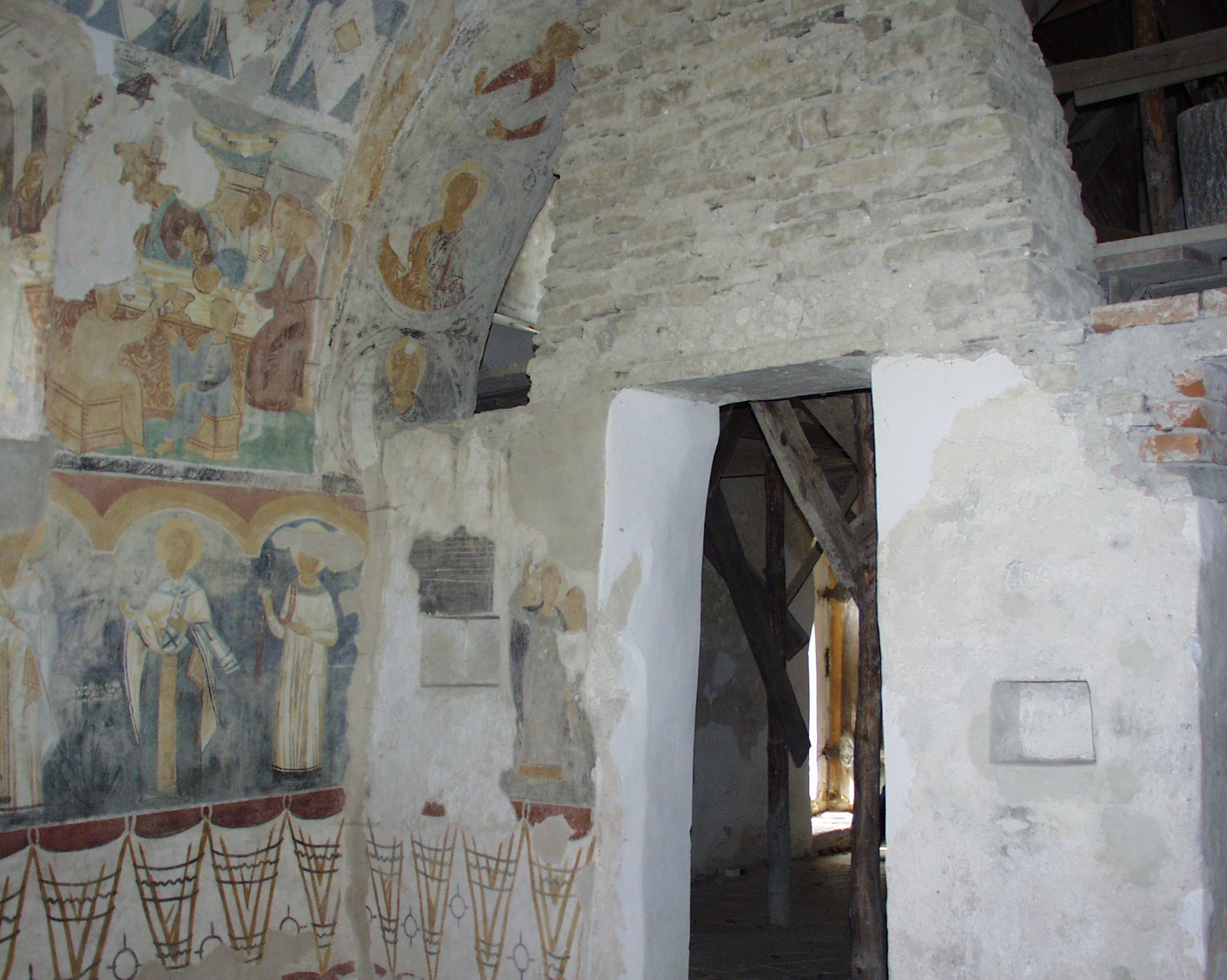
Wnętrze cerkwi
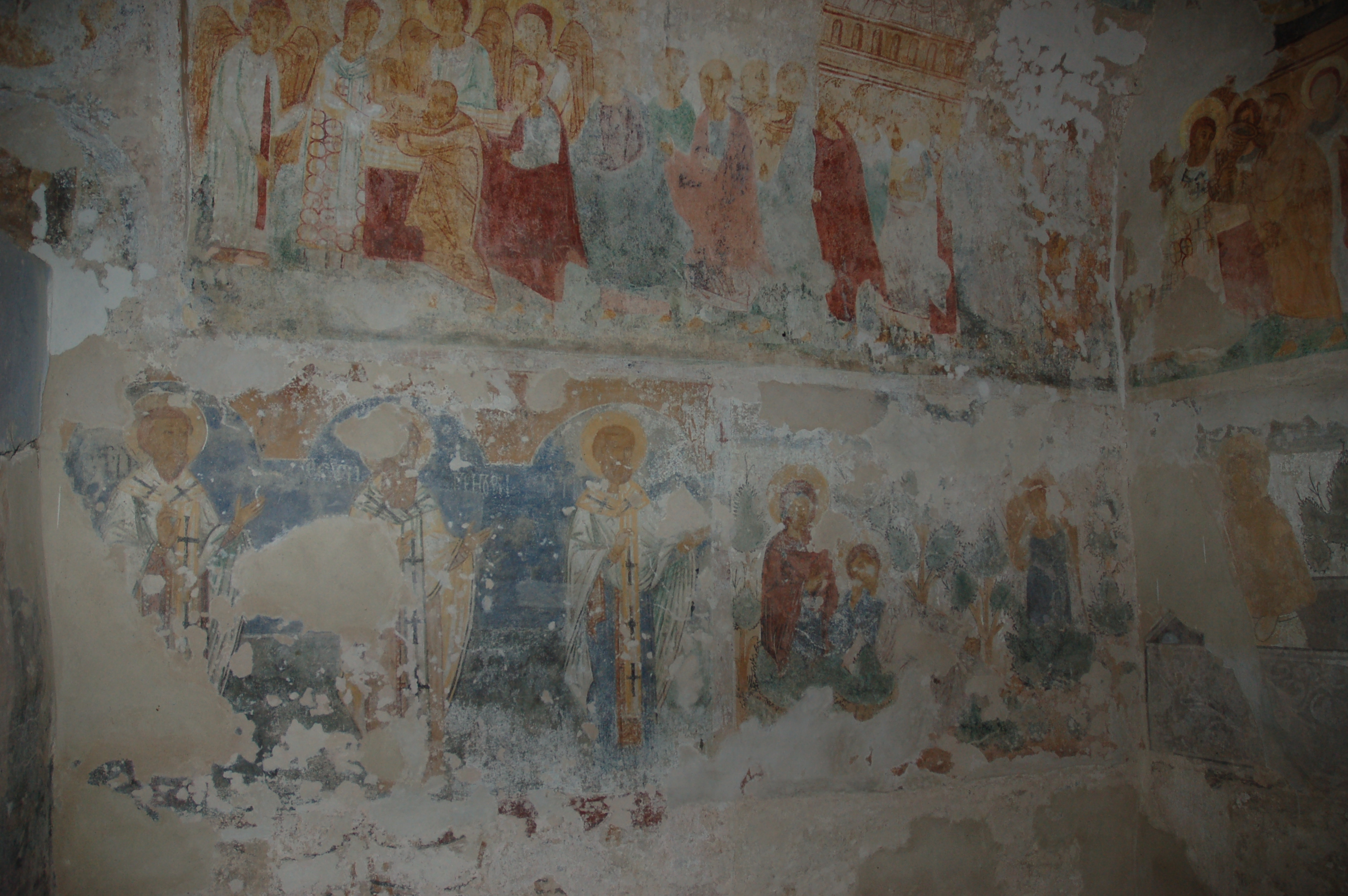
Wnętrze cerkwi
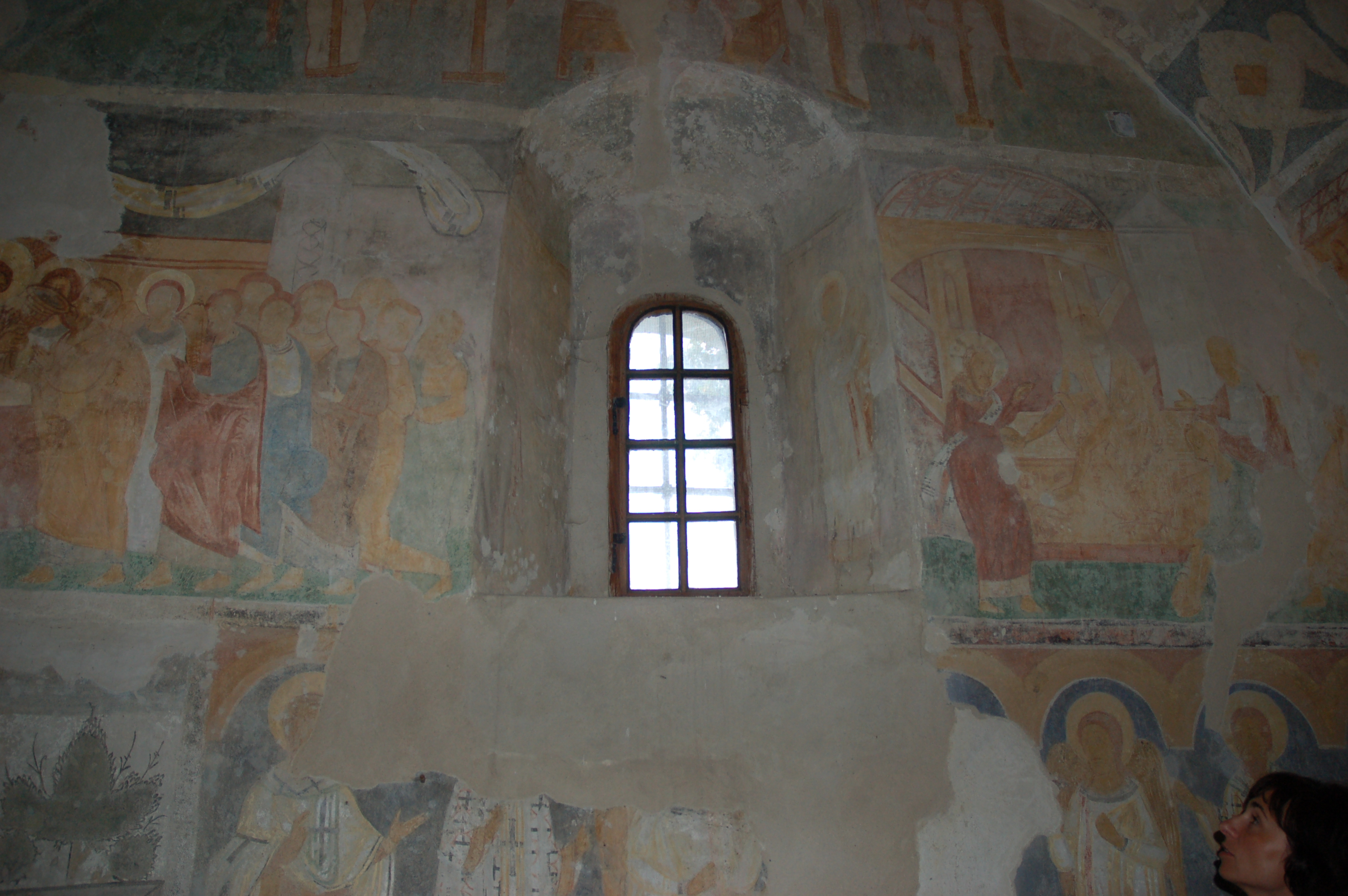
Wnętrze cerkwi
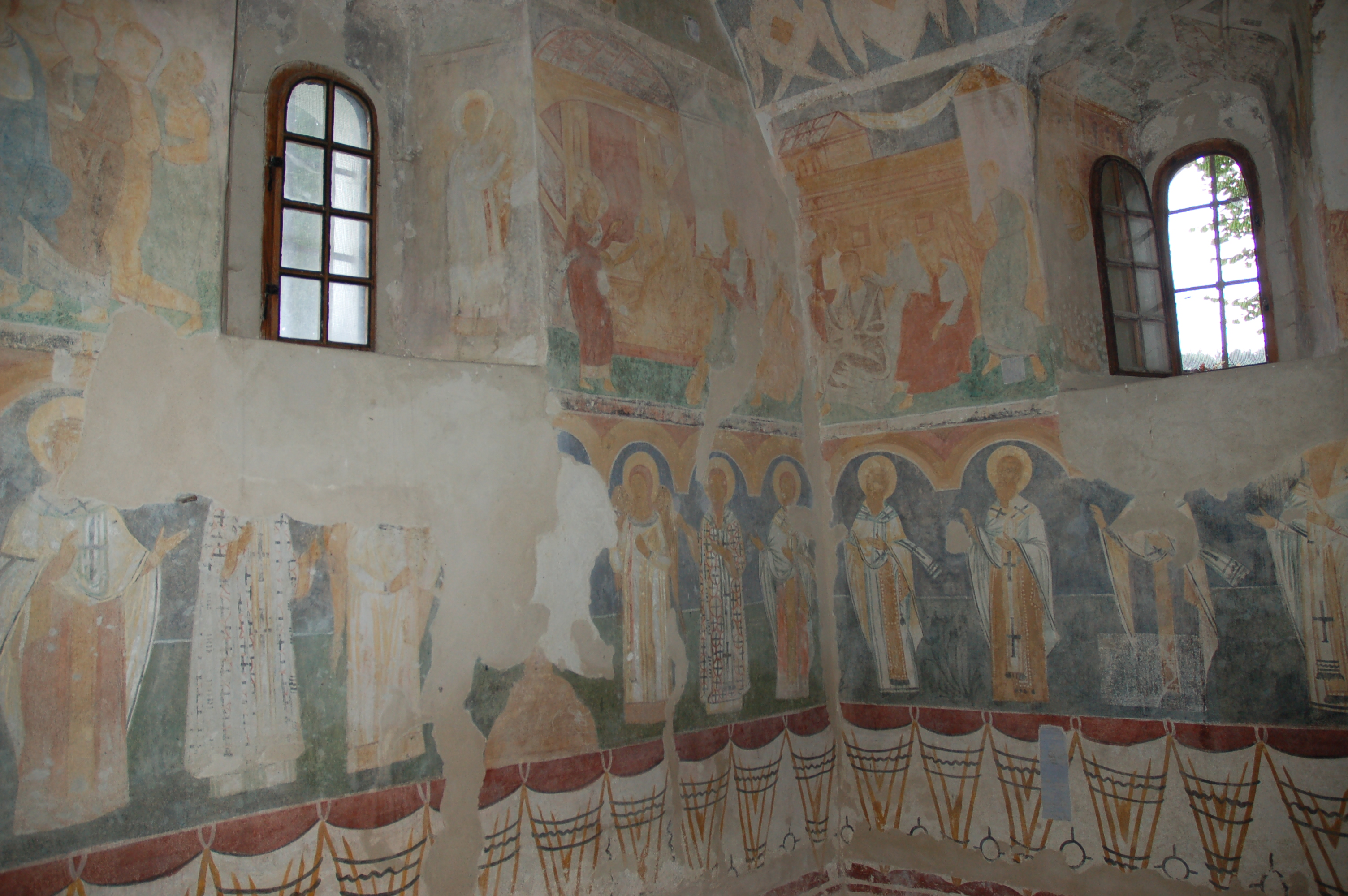
Wnętrze cerkwi
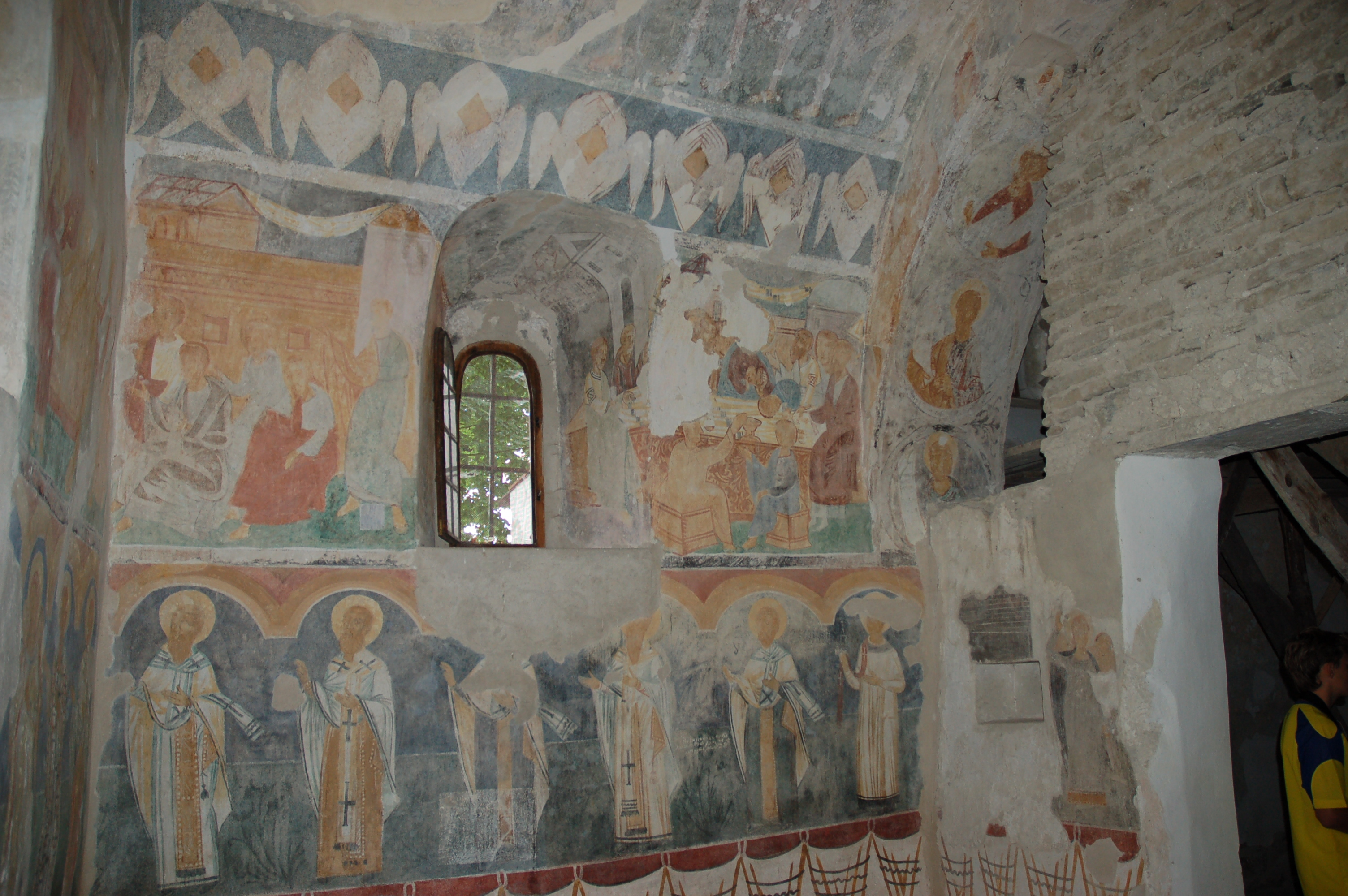
Wnętrze cerkwi
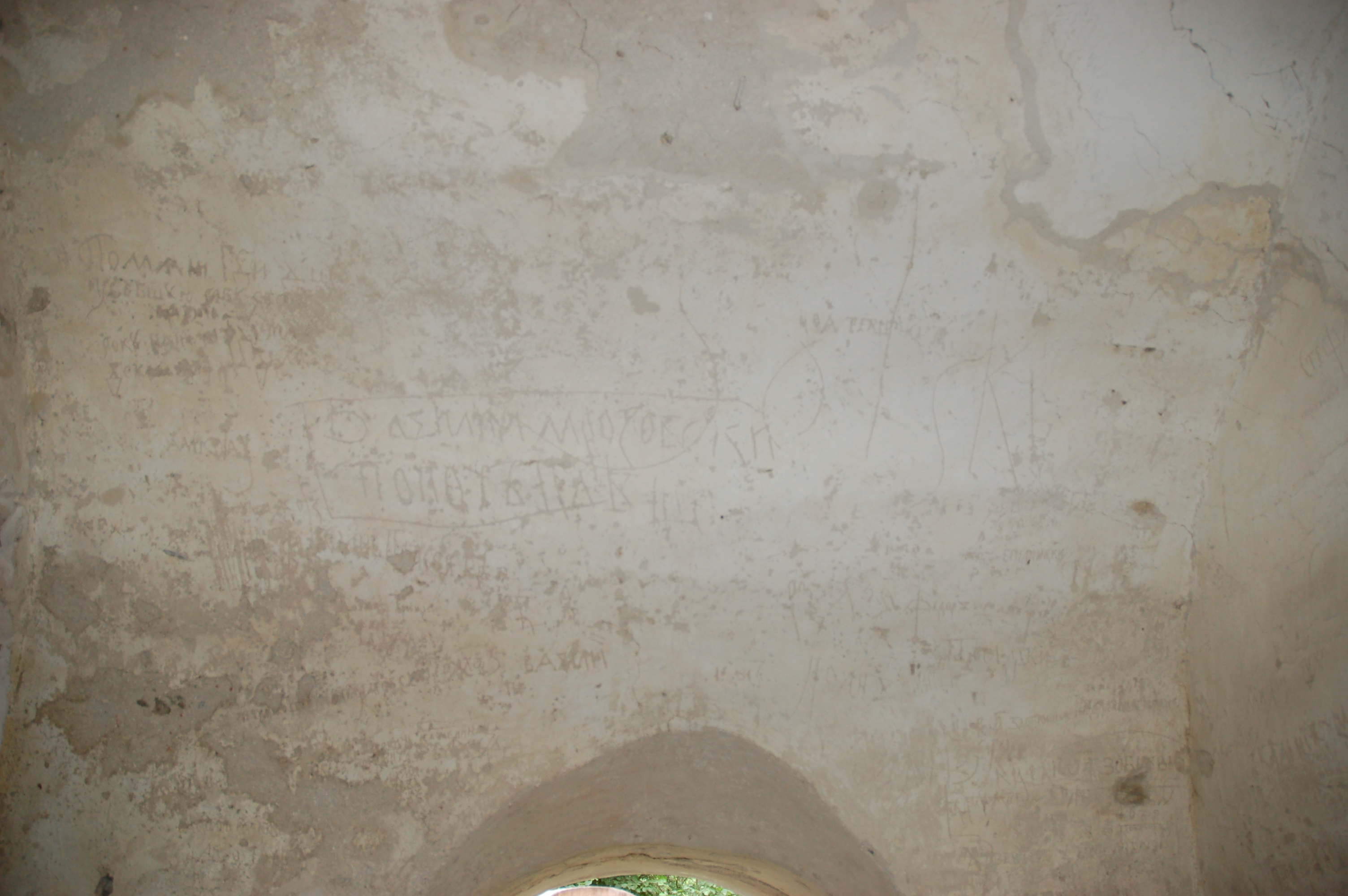
Wnętrze cerkwi